# Tierra Dorada (Teksas)
Tierra Dorada je naseljeno mjesto za statističke potrebe u američkoj saveznoj državi Teksas. Prema popisu stanovništva iz 2010. u njemu je živjelo 28 stanovnika.